# Mission de Bâle
La Mission de Bâle ou mission bâloise, de son nom complet Société évangélique des missions de Bâle (en allemand Basler Mission ou Evangelische Missionsgesellschaft in Basel), est une société missionnaire protestante fondée en 1815, qui a connu un développement très important dans plusieurs régions du monde, notamment en Russie, Côte-de-l'Or (le Ghana actuel), Inde, Chine, Cameroun, Bornéo, Nigeria, Amérique latine, Soudan… En 2001, elle a transféré toutes ses activités à une nouvelle structure, Mission 21, présente dans 20 pays où elle travaille au développement économique tout en poursuivant son œuvre missionnaire.

## Histoire

### Fondation (1815)
La Société des missions évangélique de Bâle a été fondée le 25 septembre 1815 dans le contexte religieux du piétisme protestant qui était alors fortement implanté dans cette prospère cité marchande. À ses débuts, la Mission de Bâle n'était qu'une simple filiale de la Société du christianisme allemand (Deutsche Christentumsgesellschaft (de)) fondée puis présidée par Christian Friedrich Spittler et Nikolaus von Brunn.
L'objectif initial de la Mission de Bâle était de former des missionnaires pour diverses organisations missionnaires protestantes comme la Church Mission Society (société missionnaire anglaise), dont chacune aurait été responsable d’administrer ses postes missionnaires sur le terrain. Cependant, très vite, la Mission bâloise commença à envisager de lancer son propre travail missionnaire. Les premiers missionnaires furent recrutés à partir de 1816 pour être formés, et envoyés sur le terrain dès 1820. 
Si la Mission bâloise profita abondamment des talents d’organisation et du réseau mondial des négociants bâlois, ce sont les piétistes wurtembergeois qui fournirent jusqu’au XXe siècle la majorité des missionnaires et, jusqu’à la Deuxième Guerre mondiale, tous les directeurs des grandes fonctions du siège bâlois.

### Un siècle de croissance (1815–1914)

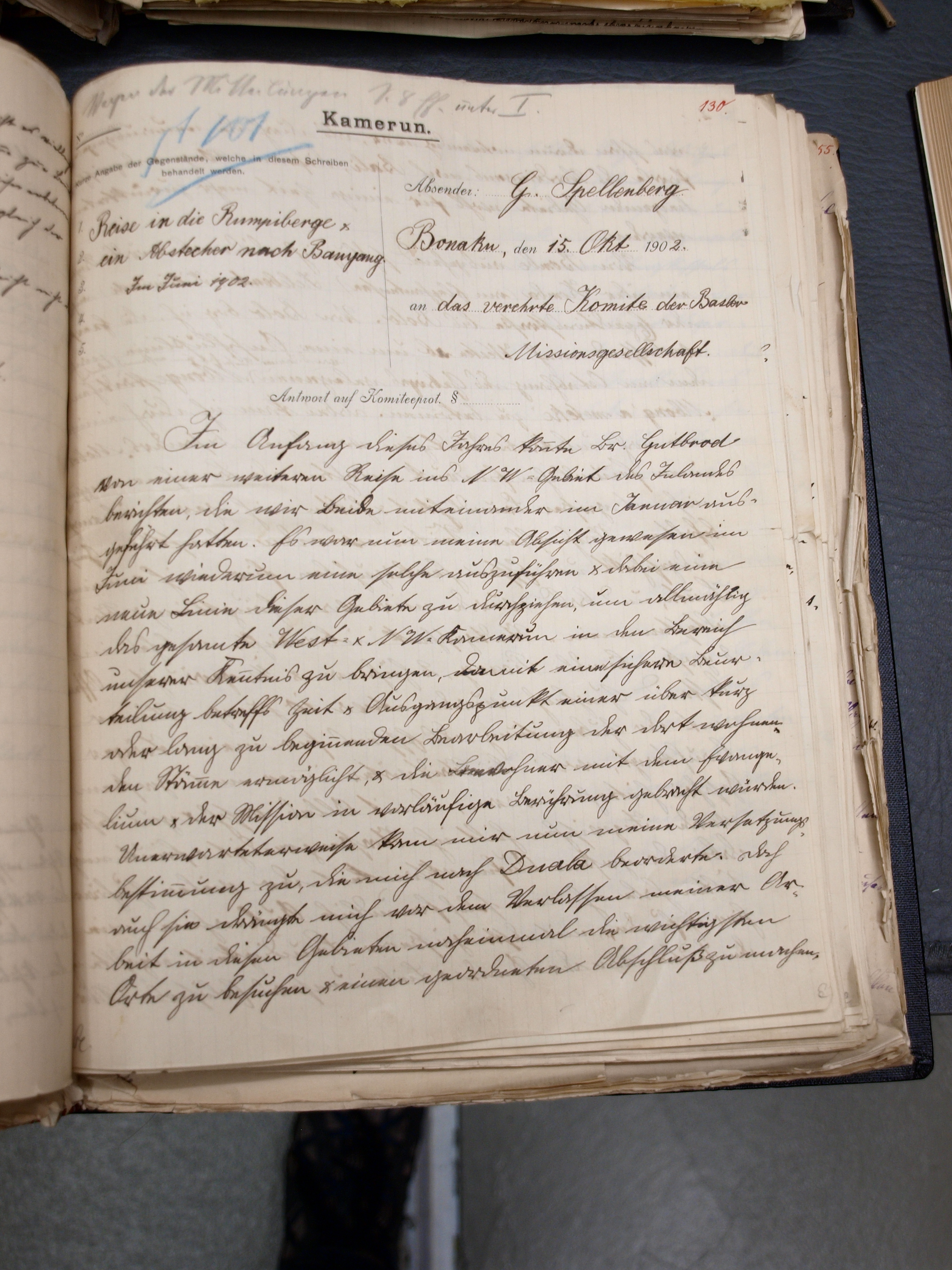
Compte-rendu envoyé par G. Spellenberg à l'occasion de sa mission dans les monts Rumpi au Cameroun en 1902.

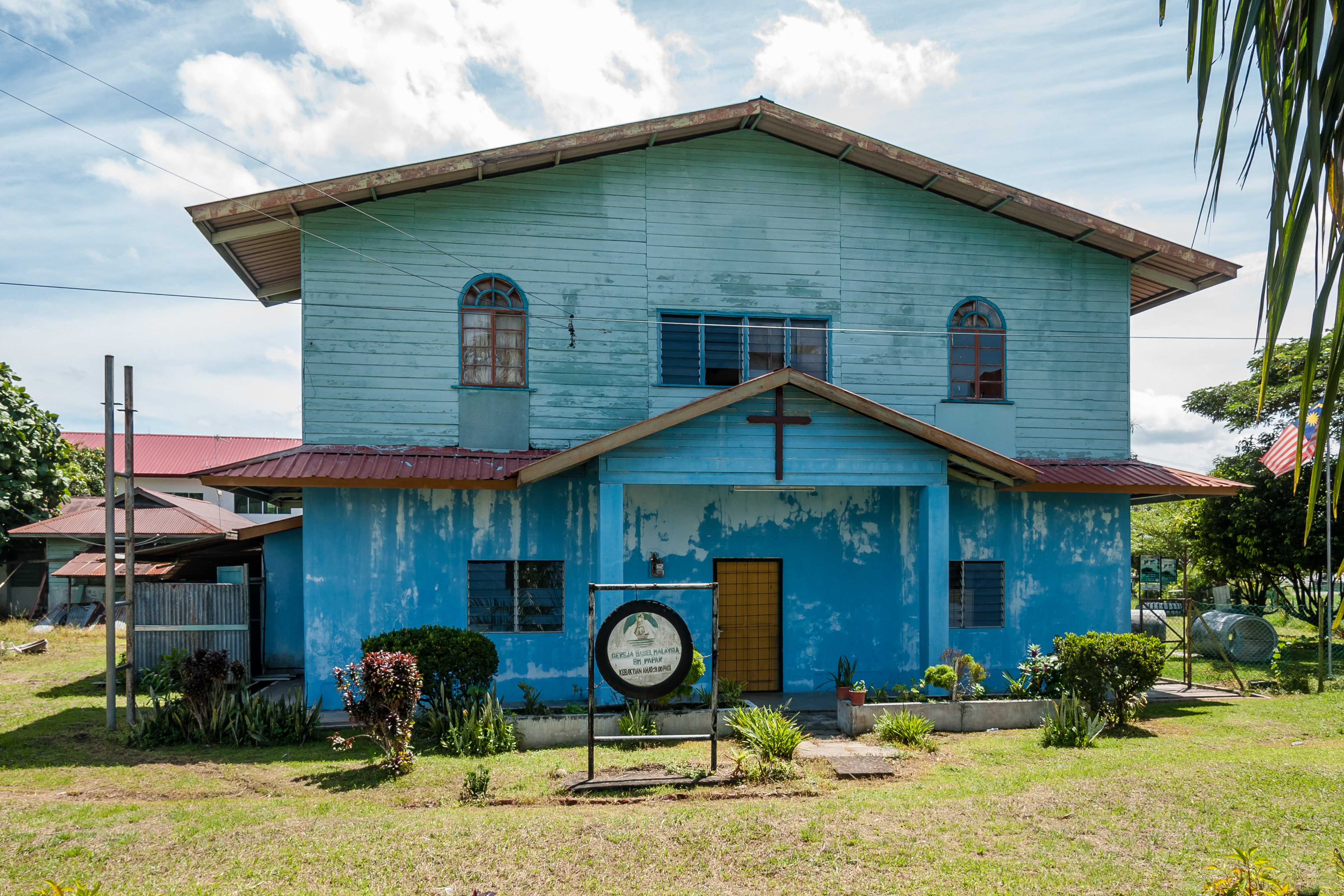
Maison de la Mission bâloise à Papar en Malaisie

Les premiers missionnaires furent envoyés dans le Caucase russe et au Liberia. Puis des bases missionnaires importantes furent créées en Afrique occidentale (Côte-de-l’Or, le Ghana actuel), en Inde du Sud, en Chine et en Indonésie. 
La mission au Ghana débuta en 1828. Les missionnaires cherchèrent à bâtir une communauté chrétienne au sein des villages d’agriculteurs et utilisèrent les langues vernaculaires locales tant dans les écoles qu’à l’église. Cette région fut particulièrement marquée dès ses débuts par le décès de nombreux missionnaires victimes de maladies tropicales. 
La mission en Inde du Sud fut lancée en 1834 dans les États actuels du Karnataka et du Kerala. Là également les missionnaires utilisèrent les langues locales (voir aussi Ferdinand Kittel). En développant de petits ateliers d’artisanat, la mission créa les "industries missionnaires" qui permirent aux Indiens qui devenaient chrétiens de se libérer de leur caste et de leur déterminisme professionnel. 
C’est en 1847 que commença le travail de la Mission bâloise en Chine, à Hong Kong et dans la région voisine du Guangdong. Ce fut la seule zone de missions qui ne faisait pas partie des colonies allemandes ou britanniques. Au Cameroun, en 1885, la Mission bâloise reprit l’œuvre de la Société missionnaire baptiste britannique. À cette occasion, quelques paroisses baptistes se séparèrent de l’œuvre pour former l'Église baptiste native du Cameroun (Native Baptist Church).

### 1914–1950: une série de crises
En 1913 la Mission bâloise disposait d’un budget d’environ 2,5 millions de francs suisses et de 635 collaborateurs sur le terrain, ce qui en faisait une institution d’une taille respectable. La première Guerre mondiale mit brutalement fin à la période d’expansion de la Mission bâloise. La guerre s’étendit en effet rapidement aux colonies, ce qui handicapa considérablement le travail missionnaire. Puis le personnel allemand fut soit interné par les autorités françaises ou britanniques, soit mobilisé par l’Allemagne. À cela s’ajouta un appauvrissement marqué de l'Europe qui rendit la recherche de fonds plus difficile. Les années de guerre réduisirent pratiquement à néant l’activité dans les champs de mission.
Entre les deux guerres, la politique d'expansion des nations européennes dans les colonies n'avait pas beaucoup changé. La reprise du travail dans les missions fut donc difficile. Cependant, la Mission de Bâle réussit à revenir dans presque toutes ses zones de mission sauf au Cameroun français, et à réaliser un rétablissement étonnant de l'activité missionnaire. Mais en raison de l’absence presque totale des missionnaires pendant la guerre, les communautés locales avaient pris de plus en plus conscience de leur force et de leur capacité d'autonomie. Des églises locales avaient été formées, qui incorporèrent l’apport des missionnaires à leur retour. Ainsi, les missionnaires trouvèrent à leur retour à la fois de nouvelles églises autochtones et des postes missionnaires étaient en déshérence. 
En 1920 la Mission bâloise s’étendit à Kalimantan au sud de Bornéo (Indonésie).
Mais cette reconstruction de l’œuvre missionnaire fut de courte durée. La crise économique mondiale du début des années trente mit de nouveau en évidence les limites de la Mission bâloise. La situation empira rapidement ensuite en raison des événements en Allemagne. La Mission bâloise fut tout d’abord directement victime du gouvernement national-socialiste d'Hitler lorsque celui-ci fixa des limites strictes aux flux financiers internationaux. De manière indirecte, mais non moins sensible, la Mission bâloise fut ensuite victime du Kirchenkampf. En 1939, la plupart des collaborateurs allemands de la Mission furent internés et les Suisses laissés seuls pour administrer les missions. 
Les relations entre la Mission bâloise et le Troisième Reich sont controversées. L'engagement d'Alphons Koechlin, président de la Mission bâloise de 1936 à 1959, en faveur de la cohésion de l'œcuménisme international est toutefois sans ambigüité. Son action protégea la Société des Missions de Bâle de toute ingérence nationale-socialiste.
La Mission bâloise devra attendre les années 1950 pour retrouver un nouvel élan. 

### 1950–2001: le rebond
Le boom économique de l'après-guerre en Europe a permis à la Mission de Bâle de croître à nouveau. La mission comptabilisait près de 400 employés à l'étranger dans les années 1960. L'augmentation des effectifs avait été facilitée d'une part par le raccourcissement des voyages, d'autre part par la diminution des risques pour la santé induits par les progrès de la médecine tropicale.
Autre fait nouveau, les missionnaires n’étaient plus envoyés dans un poste donné par un organisme central pour être missionnaire à vie mais seulement sur la demande d’une église partenaire pour des périodes déterminées, la Mission bâloise ayant désormais adopté une approche partenariale avec les Églises indigènes formées dans les anciennes zones de mission. Celles-ci sont donc indépendantes et ont recours à l'expertise de la Mission bâloise dans la mesure de leurs besoins, le missionnaire devenant un de leurs collaborateurs. En raison de la diversité des croyances des églises partenaires, la Mission bâloise agit dans un esprit œcuménique. Elle a contribué à la création de deux autres organisations: l'EMS (Églises et Missions dans le Sud-Ouest de l'Allemagne) et la KEM (coopération des Églises et missions protestantes en Suisse) qui ont formé une communauté avec la Mission bâloise. Ces deux nouvelles organisations étaient responsables des publications et de la communication. 
Au cours de la deuxième moitié du XXe siècle, le travail de la Mission bâloise s’est développé en Amérique latine ; elle est dès lors présente sur tous les continents.
En 2001, la Mission bâloise a formé avec quatre autres organisations missionnaires, "Mission 21", un organisme qui a repris toute la partie opérationnelle de toutes ces sociétés missionnaires. En Allemagne subsiste cependant une organisation fondée en 1954 sous le nom de Mission bâloise branche allemande (Basler Mission Deutscher Zweig ou BMDZ).

## Idées fondatrices
- Les sociétés missionnaires chrétiennes se sont formées en réaction à la multiplication en Occident d’informations faisant état de l'existence de cultures non occidentales et non chrétiennes. Dans le cas de la Mission bâloise, le Réveil et les influences du piétisme wurtembergeois peuvent en être considérés comme les principaux moteurs.
- Le séminaire de Bâle fut fondé avec l'intention de former des missionnaires, qui devraient ensuite travailler à l'étranger dans d'autres organisations.
- Lorsque la Mission de Bâle était elle-même active, son objectif était de construire une culture villageoise chrétienne avec les agriculteurs et de les encourager à mener une vie chrétienne.
- La Mission de Bâle a toujours attaché beaucoup de valeur au fait que les écoles missionnaires enseignent dans la langue locale et non dans la langue coloniale. Les missionnaires ont néanmoins cherché à organiser la vie communautaire dans les villages missionnaires sur le modèle piétiste de l’Allemagne du sud.

## Personnalités liées à la Mission bâloise

### Formation ou collaboration avec la Mission bâloise
- Samuel Gobat: missionnaire suisse qui devint évêque protestant de Jérusalem et citoyen britannique.
- Johann Ludwig Krapf : linguiste et missionnaire allemand formé à l’école des missions de Bâle, explorateur de l’Afrique de l’Est.
- Johannes Rebmann: de même formation que le précédent et son accompagnateur en exploration.
- Sigismund Koelle : d’abord missionnaire de la Church Mission Society (CMS) au Sierra Leone, Sigismund Koelle produisit par la suite une anthologie de la littérature kanouri avec l’aide de son professeur de langue, Ali Eisarna Gazirma.
- Johann Gottlieb Christaller (de) et Johannes Zimmermann (de) : tous deux missionnaires de la Mission bâloise au Ghana, auteur des premiers dictionnaires dans les langues twi et ga.
- Hermann Gundert (1814-1893) : missionnaire allemand en Inde du sud (Kérala), qui a compilé une grammaire et un dictionnaire malayalam , et traduit la bible dans cette langue. C’est le grand-père de Hermann Hesse.
- Ferdinand Kittel (en) : missionnaire de la Mission bâloise en Inde du sud, auteur de dictionnaires en langue kannada.
- Eugen Liebendörfer (de): premier médecin de la Mission bâloise en Inde et fondateur d’une organisation spécifique (Verein für ärztliche Mission), une organisation humanitaire médicale rattachée à la Mission bâloise.
- Georg Schürle : missionnaire allemand à Édéa (Kamerun)
- Georg Ziegler (de) : missionnaire en Chine de 1885 à 1920.

### Présidents, directeurs ou inspecteurs de la Mission bâloise
- Christian Gottlieb Blumhardt (de) (1779–1838), inspecteur de 1815 à 1838
- Ludwig Friedrich Wilhelm Hoffmann (de) (1806–1873), inspecteur de 1839 à 1850
- Joseph Friedrich Josenhans (de) (1812–1884), inspecteur von 1849 à 1879
- Otto Schott (1831–1901), inspecteur de 1879 à 1884
- Theodor Oehler (1850–1915), inspecteur de 1884 à 1904 puis directeur à 1809
- Heinrich Dipper (de) (1868–1945), inspecteur de 1909 à 1915
- Karl Hartenstein (de) (1894–1952), inspecteur de 1926 à 1939
- Alphons Koechlin (1885–1965), inspecteur de 1939 à 1959 [4]
- Jacques Rossel (1915–2008), président de 1959 à 1979
- Daniel von Allmen, président de 1979 à 1989
- Wolfgang Schmidt, président de 1989 à 1998
- Madelaine Strub-Jaccoud, directrice de 1998 à 2000

## Collection ethnographique de la Mission bâloise
Il est loin d'être systématique que les sociétés missionnaires créent des collections ethnographiques. Celle de la Mission bâloise remonte au Dr Christian Barth, de Calw, qui, en 1860, fit don de sa collection de quelque 650 objets à la "maison des missions" de Bâle, qui venait alors d’être construite. Deux ans plus tard, la mission avait déjà un catalogue qui recensait 1 558 objets de toutes sortes, ce qui en a fait un pionnier des musées ethnographiques. Le catalogue, deux fois révisé, fut divisé par zones géographiques et incluait des objets de sciences naturelles comme des artéfacts cultuels, industriels et artistiques. Le but initial de la collection était didactique, elle devait servir à la formation des nouveaux missionnaires du séminaire de la Mission bâloise. Déjà, cependant, la collection avait dès l'origine pour but de « refléter une image fidèle de l'état des peuples, en particulier de leur état religieux. » La collection dispose en outre d'un important fonds photographique dû à la missionnaire Anna Rein-Wuhrmann (de) (1881-1971), qui a documenté le travail et la vie du peuple Bamouns du Cameroun pendant deux ans.
La première exposition publique de la Mission remonte à 1908. En raison de son important succès, une exposition itinérante de la collection fut créée, qui, sur une période de 50 ans, fut montrée dans plus de 40 sites en Suisse et à proximité dans les pays voisins sans doute à plus de 250 000 visiteurs. Cette page de l'histoire de la collection a pris fin en 1953 avec une dernière exposition intitulée : "la lumière de toutes les nations". En 1981, l'ensemble de la collection, qui comportait à cette époque 12 888 objets, fut confiée sous forme d’un prêt permanent au musée d'ethnologie de Bâle (aujourd’hui le musée des cultures de Bâle, en allemand Museum der Kulturen Basel). Une exposition spéciale a eu lieu en 2015 autour de cette collection de la Mission bâloise sur le thème de  Mission possible ? La collection de la Mission de Bâle - Miroir de rencontres culturelles.

## Sources externes
- En français
  - Henri D'espine, Alphonse Koechlin, pasteur et chef d'Église, 1885-1965, éditions Labor et Fides » Protestantisme,  (ISBN 978-2-8309-1298-2) ; cet ouvrage consacré au pasteur Alphonse Koechlin, inspecteur de la Mission bâloise de 1939 à 1959, expose notamment comment il défendit la Société des Missions de Bâle contre toute ingérence nationale-socialiste.
  - Wilhelm Hoffmann, La Société des Missions de Bâle en 1842, adressé au nom du Comité des missions de Bâle à tous les chrétiens évangéliques, Imprimerie de Ferd. Ramboz, Genève, 1842 ; cet ouvrage était destiné à susciter la création de comités de soutien en Suisse romande. l est accessible en ligne.
- En anglais
  - Brick, Caroline (November 2002). "Basel Mission Records". Mundus: Gateway to missionary collections in the United Kingdom. Accessed 17 November 2006.
  - Quartey, Seth. Missionary Practices on the Gold Coast, 1832-1895: Discourse, Gaze and Gender in the Basel Mission in Pre-Colonial West Africa. Youngstown, New York: Cambria Press, 2007.
- En allemand
  - L’essentiel du contenu de cette page a été traduit de la page Wikipedia en allemand. Plusieurs sources en allemand sont accessibles au travers de cette page.